# Tetramesa kazachstanica
Tetramesa kazachstanica är en stekelart som beskrevs av Zerova 1976. Tetramesa kazachstanica ingår i släktet Tetramesa och familjen kragglanssteklar.
Artens utbredningsområde är Kazakstan. Inga underarter finns listade i Catalogue of Life.